# III. třída okresu Ústí nad Labem 2004/2005
V utkáních III. třídy okresu Ústí nad Labem 2004/2005, jedné ze skupin 9. nejvyšší fotbalové soutěže v Česku, se utkalo 148 týmů dvoukolovým systémem podzim – jaro. Tento ročník začal v srpnu 2004 a skončil v červnu 2005.
Postup do II. třídy okresu Ústí nad Labem 2005/2006 si zajistil vítězný tým TJ Svádov-Olšinky. 

## Konečná tabulka III. třídy okresu Ústí nad Labem 2004/2005
| Poř. | Tým                          | Z  | V  | R | P  | VG | OG | B  |
| ---- | ---------------------------- | -- | -- | - | -- | -- | -- | -- |
| 1.   | TJ Svádov-Olšinky „B“        | 26 | 22 | 1 | 3  | 67 | 23 | 67 |
| 2.   | SK Trmice „B“                | 26 | 19 | 4 | 3  | 82 | 27 | 61 |
| 3.   | FK Malečov                   | 26 | 16 | 2 | 8  | 85 | 44 | 50 |
| 4.   | TJ Mojžíř „B“                | 26 | 13 | 6 | 7  | 76 | 44 | 45 |
| 5.   | FK Ravel Ústí nad Labem      | 26 | 14 | 3 | 9  | 51 | 46 | 45 |
| 6.   | TJ Vaňov „B“                 | 26 | 13 | 2 | 11 | 53 | 50 | 41 |
| 7.   | FC Přestanov                 | 26 | 13 | 2 | 11 | 82 | 63 | 41 |
| 8.   | SKP Sever Ústí nad Labem „B“ | 26 | 11 | 3 | 12 | 44 | 49 | 36 |
| 9.   | FK Spartak Telnice           | 26 | 10 | 1 | 15 | 53 | 60 | 31 |
| 10.  | SK Hostovice                 | 26 | 9  | 1 | 16 | 42 | 74 | 28 |
| 11.  | TJ Božtěšice                 | 26 | 9  | 0 | 17 | 37 | 78 | 27 |
| 12.  | FKA Velké Chvojno „B“        | 26 | 7  | 2 | 17 | 45 | 61 | 23 |
| 13.  | TJ Skorotice „B“             | 26 | 6  | 1 | 19 | 35 | 91 | 19 |
| 14.  | TJ Kovohutě Povrly „B“       | 26 | 5  | 2 | 19 | 31 | 73 | 17 |

Poznámky:
- Z = Odehrané zápasy; V = Vítězství; R = Remízy; P = Prohry; VG = Vstřelené góly; OG = Obdržené góly; B = Body; (S) = Mužstvo sestoupivší z vyšší soutěže; (N) = Mužstvo postoupivší z nižší soutěže (nováček)

|  | Postup do II. třídy okresu Ústí nad Labem 2005/2006 |